# 妙興寺 (千葉市)
妙興寺（みょうこうじ）は、千葉県千葉市若葉区にある、日蓮宗の本山（由緒寺院）。山号は長崇山。

## 概要
寺伝によると、曽谷直秀が堂宇を建立し、日合を招いて開山したという。現在地より南へ少し離れた場所、鹿島川支流を隔てた加納ヶ丘の地に創建された。旧地の八反目台貝塚付近には歴代の墓所が残る。
七堂伽藍を有していたとされるが、戦国時代の永禄十二年（1569年）、里見氏が房総半島へ進出して兵乱によってことごとく焼失した。天正三年（1575年）、当地の地頭・斉藤胤次が再建願主として、現在地の土地を寄進し、講堂等堂宇を建立され、さらに天和二年（1682年）松平安芸守により一切経蔵が寄進建立されている。
江戸時代、檀林（野呂檀林）が開かれて多くの学徒が学んだが、不受不施派の弾圧により、廃檀した。当時、日講が講師を務めていたが、日向佐土原へ流罪となった。
現住は64世小澤日尤貫首。合師法縁（通師・千駄ヶ谷法縁）。

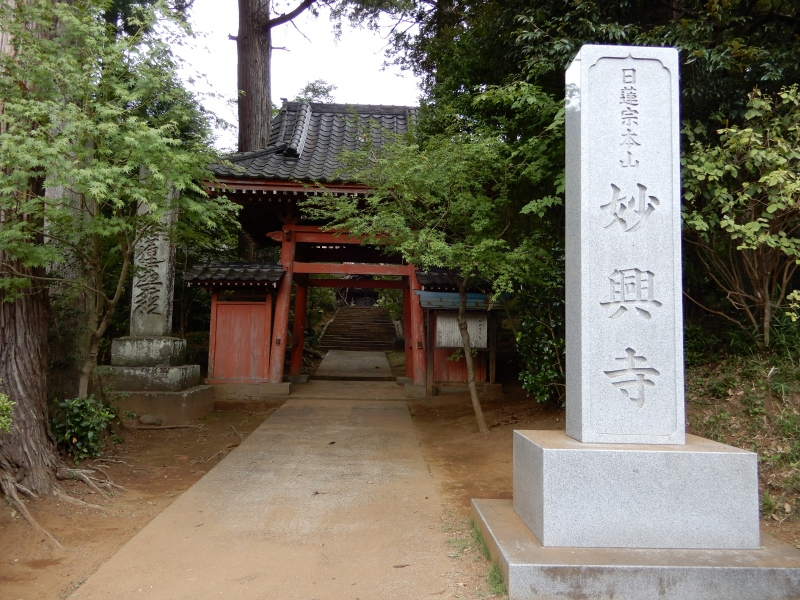
寺名標石と山門
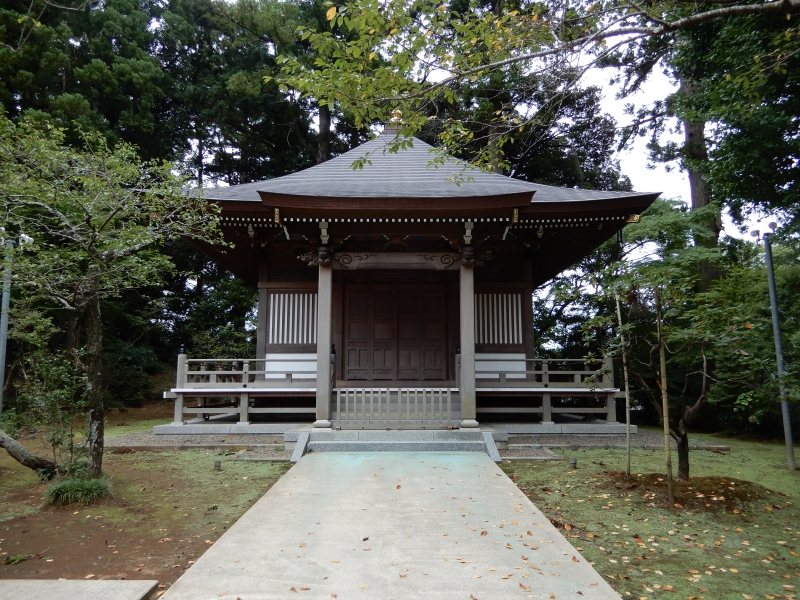
子安堂
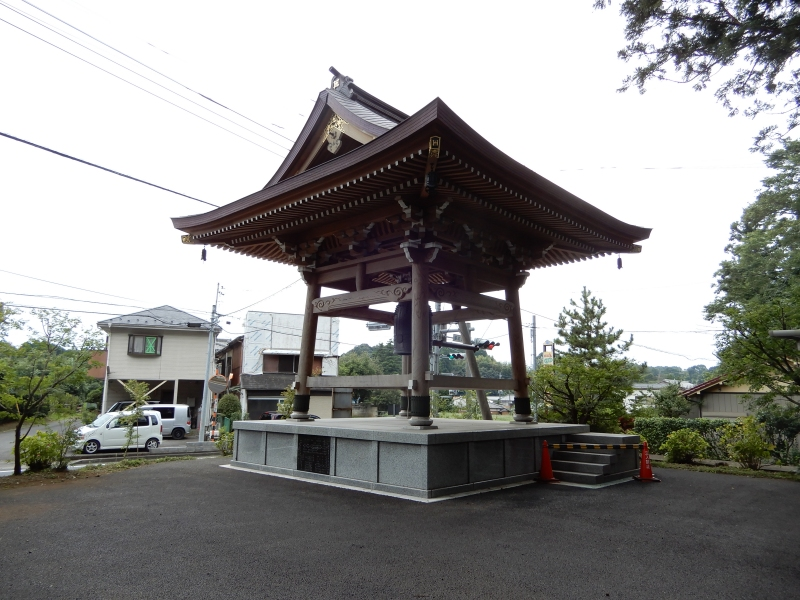
鐘楼

## 歴史

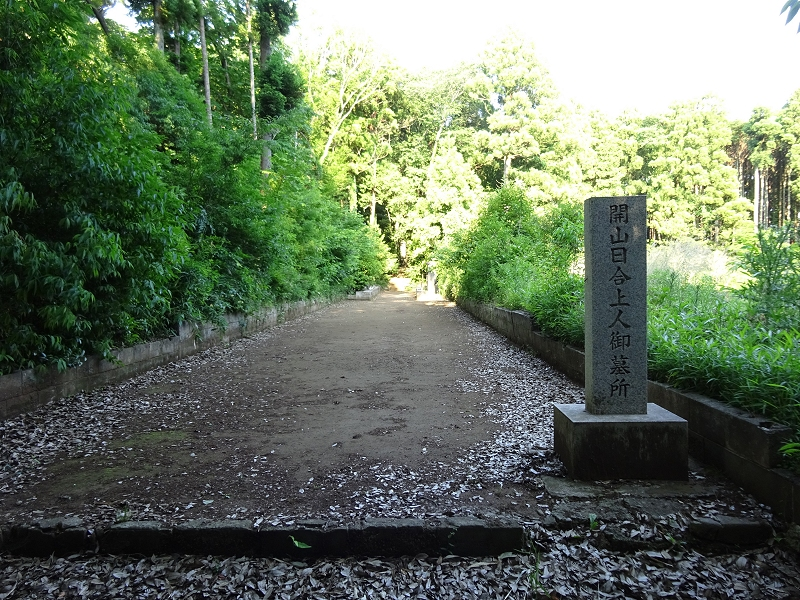
日合墓所（加納ヶ丘）

- 1275年（建治元年）曽谷直秀は堂宇を建立し、日合を招いて開山する[1]。
- 1569年（永禄12年）里見氏の侵攻により、焼失する。
- 1575年（天正3年）斉藤胤次より土地の寄進を受け、移転する[2]。
- 1600年（慶長5年）池上本門寺・日観は野呂檀林を開檀する。
- 1665年（寛文5年）不受不施派の弾圧により、野呂檀林20世・日講は流罪となる。
- 1666年（寛文6年）宗門改により、野呂檀林は廃檀する。
- 1834年（天保5年）山火事により、焼失する。
- 1862年（文久2年）現在の地に移転する。

## 旧末寺
日蓮宗は昭和16年に本末を解体したため、現在では、旧本山、旧末寺と呼びならわしている。
- 法鏡山長善寺（千葉市若葉区坂月町）
- 不動山慈眼寺（千葉市若葉区野呂町）
- 蓮城山栄久寺（千葉市若葉区川井町）
- 昌谷山長光寺（山武市埴谷）
  - 長光寺末：七面山実相院（八街市八街に）
  - 長光寺末：北中山学成院（嬉野市塩田町大字五町田甲）
- 福増山本念寺（市原市福増）
- 妙蓮山本成寺（大網白里市養安寺）

## 交通アクセス
千葉駅よりちばフラワーバス成東行き、中野操車場行き「芳賀」下車。